# Zlatko Vujović
Zlatko Vujović (Saraievo, 26 de agosto de 1958) é um ex-futebolista croata nascido na atual Bósnia e Herzegovina, que atuava como atacante.

## Carreira

### Clubes
Após começar em 1976 no Hajduk Split (onde conquistou um campeonato iugoslavo e eleito o jogador local do ano de 1981, seguiu para o futebol francês, onde jogou por AS Cannes, Bordeaux (onde foi campeão francês), Paris Saint-Germain, dentre outros, até encerrar em 1992 a carreira, no Nice. 

### Seleção
Pela Iugoslávia, jogou a Copa do Mundo de 1982 e a Eurocopa de 1984 (ambos juntamente com seu irmão gêmeo, Zoran) e a Copa do Mundo de 1990.